# Vicente Aleixandre
Vicente Aleixandre (tiếng Tây Ban Nha đầy đủ: Vicente Pablo Marcelino Cirilo Aleixandre y Merlo; 26 tháng 4 năm 1898 - 14 tháng 12 năm 1984) là một nhà thơ người Tây Ban Nha, đại diện của "thế hệ 27 tuổi", một hiện tượng của thơ ca Tây Ban Nha thế kỷ 20, đoạt giải Nobel Văn học năm 1977.

## Tiểu sử
Vicente Aleixandrelà con cả trong một gia đình kỹ sư xây dựng đường sắt; từ những năm còn nhỏ Aleixandre đã say mê đọc truyện cổ của Hans Christian Andersen, anh em nhà Grimm, Iliad của Homer, các tác phẩm của Arthur Conan Doyle, Fyodor Mikhailovich Dostoevsky, Friedrich Schiller... Ông học luật và kinh tế tại Đại học Madrid; sau làm phụ giảng tại trường thương mại rồi chuyển sang cục quản lý đường sắt. Năm 1925 Aleixandre bị ốm rất nặng, không còn khả năng tham gia vào các công việc khác mà dồn toàn bộ sức lực cho văn chương. Tuyển tập thơ đầu tiên của ông Ranh giới xuất hiện năm 1928. Năm 1933, ông nhận giải thưởng văn chương quốc gia cho tác phẩm La destrucción o el amor (Hủy diệt hay yêu thương) rồi năm 1944 xuất bản cuốn Sombra del parasio (Bóng Thiên đường), một bài ca viễn tưởng về hạnh phúc và cái đẹp của một con người trước ngưỡng cửa cái chết. Năm 1950, ông trở thành thành viên Viện Hàn lâm Tây Ban Nha.
Năm 1977 ông được trao giải Nobel "vì những tác phẩm thơ xuất sắc thể hiện vị trí của con người trong vũ trụ và trong xã hội hiện đại, đồng thời là chứng cứ thuyết phục về sự phục hồi của các truyền thống thơ ca Tây Ban Nha vào thời kì giữa hai cuộc chiến tranh". Thơ của Aleixandre quyến rũ và mong manh, nhưng không sầu não. Đó là nguồn sống tinh thần không cạn kiệt của đất nước Tây Ban Nha. Aleixandre sống độc thân cho đến cuối đời, ông mất tại Madrid.

## Tác phẩm
- Ambito (Môi trường quanh ta, 1928), thơ
- Espadas como labios (Lưỡi gươm như làn môi, 1932), thơ
- La destruccion o el amor (Hủy diệt hay yêu thương, 1933), thơ
- Pasion de la tierra (Niềm đam mê của đất, 1928-1929, 1935), thơ
- Sombra del parasio (Bóng thiên đường,1944), thơ
- Mundo a solas (Thế giới thống nhất, 1936, in 1950)
- Historia del corazon (Truyện trái tim, 1954), thơ
- Los encuentros (Gặp gỡ, 1958), hồi kí
- Poemas amorosos (Thơ tình, 1960), thơ
- En un vasto dominio (Trong quyền lực của sự phù du, 1962), thơ
- Poemas de la consumacion (Thơ tiêu thụ, 1968), thơ
- Dialogos del conocimiento (Đối thoại về sự nhận thức, 1974), thơ
- Sonido de la guerra (Âm thanh cuộc chiến, 1978), thơ
- Epistolario (Thư từ, 1986), thơ

## Một số bài thơ
| Giấc mơ Có những giây phút cô đơn Khi con tim lặng im, bỗng nhiên hiểu rằng không yêu nữa. Lấy sức đứng dậy: nhìn buổi sáng tối tăm. Còn trên giường em, có ai đấy đang say sưa ngủ. Có thể là em... nhưng mà không: em thơ thẩn trong phòng Buồn bã, lặng im. Mưa rơi ngoài cửa sổ. Bình minh sương mờ. Đến đó đã cô đơn! Em ngó nhìn. Quần áo treo trong phòng Bầu trời nặng nề, nước rơi, và căn phòng nhỏ Giữa bình minh xám ngắt ngoài cửa sổ. Em ngồi im, cúi đầu xuống bàn tay Tay chống lên bàn. Ghế không kêu cót két. Chỉ nghe ra đều đều hơi thở của ai Của ai đó rất dịu dàng, xinh đẹp Quên trên giường giấc mộng về em, tình yêu đã chết Còn em – chỉ là giấc mộng của người. Nhà thơ hồi tưởng cuộc đời mình To die, to sleep; To sleep: perchance to dream (William Shakespeare - Hamlet) Cả đời anh thấy những giấc mơ Còn ngủ – là không sống. Cuộc đời cho thiên hạ Sống – là không thở bằng những lời buồn bã Những lời vẫn sống quanh ta. Sống trong lời? Nhưng lời không muôn thuở Tiếng động ngọt ngào nhưng sẽ mất đi Như đêm trăng này. Như bình minh xa Như ngày gom những tia nắng cuối Đập vào mắt ta. Hãy cứ để ngày hôn em khi khép bờ mi lại Em hãy ngủ. Đêm rất dài, nhưng đêm đã đi qua. Ngày nửa đêm Tuổi trẻ của ta, ngươi từng là nữ hoàng Quả thật, không lâu. Từng yêu phương Bắc Hoa hồng từ trường. Hoa của gió. Bước ngoặt Ô, giữa ngày yêu thương. Yêu vực thẳm. Ngọn gió diều hâu. Lông hồng Yêu nửa đêm. Những ngôi sao trong vực. Ngọn lửa sâu của tinh cầu xanh biếc Ngôi sao giữa đại dương. Con cá nói trên trời Ngươi giẫm lên những chòm sao, yêu bầu trời Khi ngủ trong mây, khi ngủ say trong vực Đổ xuống như thác, với bọt nước mỉm cười. Yêu sự hài hòa trong sự hỗn mang Khi bay lên trời, khi lao xuống vực Ô, sự vẹn toàn không chia cách Ngày, cứ ngỡ là đêm! Sự thống nhất trong em Hạnh phúc tuôn chảy xuống tay anh trong gương mặt của em cuộc đời đầy ắp nơi bay liệng những con chim không thể nào bắt được bay về nơi không một thứ gì quên. Thân thể của người yêu, hồng ngọc, kim cương tia nắng mặt trời trong vòng tay ôm ấp bay vào trong những lời làm phép thuật những lời bùa phép của răng. Bởi vì anh muốn chết nên anh lao vào em bởi vì anh muốn được hồi sinh trong lửa vì không khí anh không cần, anh không biết thở chỉ đám cháy lửa bừng trong vực đốt môi anh. Em đừng lấy tay che mặt đừng đốt đam mê của cuộc đời mình hãy cho anh nhìn vào nơi dịu dàng, sâu thẳm nhất nơi đó, khi chết rồi anh muôn thuở hồi sinh. Tình yêu hay là chết, nhưng khi yêu anh muốn anh muốn chết, muốn trở thành máu thịt của em thành tầng lò thu hẹp trong thân thể ấm nồng cuồn cuộn dưới da, ở bên rìa cuộc sống. Nụ hôn trên bờ môi em như kéo dài, đau đớn như gương nước biển sôi lên như đôi cánh vẫy vùng những ngón tay trên làn da ve vuốt và ánh sáng trên mái tóc dương dương tự đắc ánh sáng hay là con dao trên cổ của anh con dao đã không thể nào chia cắt sự thống nhất của thế giới chúng mình. Bản dịch của Nguyễn Viết Thắng | El sueño Hay momentos de soledad en que el corazón reconoce, atónito, que no ama. Acabamos de incorporarnos, cansados: el día oscuro. Alguien duerme, inocente, todavía sobre ese lecho. Pero quizá nosotros dormimos... Ah, no: nos movemos. Y estamos tristes, callados. La lluvia, allí insiste. Mañana de bruma lenta, impiadosa. ¡Cuán solos! Miramos por los cristales. Las ropas, caídas; el aire, pesado; el agua, sonando. Y el cuarto, helado en este duro invierno que, fuera, es distinto. Así te quedas callado, tu rostro en tu palma. Tu codo sobre la mesa. La silla, en silencio. Y sólo suena el pausado respiro de alguien, de aquella que allí, serena, bellísima, duerme y sueña que no la quieres, y tú eres su sueño. El poeta se acuerda de su vida To die, to sleep; To sleep: perchance to dream (William Shakespeare - Hamlet) Perdonadme: he dormido. Y dormir no es vivir. Paz a los hombres. Vivir no es suspirar o presentir palabras que aún nos vivan. ¿Vivir en ellas? Las palabras mueren. Bellas son al sonar, mas nunca duran. Así esta noche clara. Ayer cuando la aurora o cuando el día cumplido estira el rayo final, ya en tu rostro acaso. Con tu pincel de luz cierra tus ojos. Duerme. La noche es larga, pero ya ha pasado. Canción del día noche Mi juventud fue reina. Por un día siquiera. Se enamoró de un Norte. Brújula de la Rosa. De los vientos. Girando. Se enamoró de un día. Se fue, reina en las aguas. Azor del aire.Pluma. Se enamoró de noche. Bajo la mar, las luces. Todas las hondas luces de luceros hondísimos. En el abismo estrellas. Como los peces altos. Se enamoró del cielo, donde pisaba luces. Y reposó en los vientos, mientras durmió en las olas. Mientras cayó en cascada, y sonrió,en espumas. Se enamoró de un orden. Y subvertió sus gradas. Y si ascendió al abismo, se despeñó a los cielos. Ay, unidad del día en que, en amor, fue noche. Unidad en ella Cuerpo feliz que fluye entre mis manos, rostro amado donde contemplo el mundo, donde graciosos pájaros se copian fugitivos, volando a la región donde nada se olvida. Tu forma externa, diamante o rubí duro, brillo de un sol que entre mis manos deslumbra, cráter que me convoca con su música íntima, con esa indescifrable llamada de tus dientes. Muero porque me arrojo, porque quiero morir, porque quiero vivir en el fuego, porque este aire de fuera no es mío, sino el caliente aliento que si me acerco quema y dora mis labios desde un fondo. Deja, deja que mire, teñido del amor, enrojecido el rostro por tu purpúrea vida, deja que mire el hondo clamor de tus entrañas donde muero y renuncio a vivir para siempre. Quiero amor o la muerte, quiero morir del todo, quiero ser tú, tu sangre, esa lava rugiente que regando encerrada bellos miembros extremos siente así los hermosos límites de la vida. Este beso en tus labios como una lenta espina, como un mar que voló hecho un espejo, como el brillo de un ala, es todavía unas manos, un repasar de tu crujiente pelo, un crepitar de la luz vengadora, luz o espada mortal que sobre mi cuello amenaza, pero que nunca podrá destruir la unidad de este mundo. |